# Slovakiske koruna
 Denne artikel omhandler slovakiske koruna. Opslagsordet har også en anden betydning, se Koruna.
Slovakisk koruna er den tidligere slovakiske valuta. Den slovakiske koruna afløste ved opløsningen af Tjekkoslovakiet den Tjekkoslovakiske koruna og var gyldig valuta i Slovakiet i perioden 8. februar 1993 til den 31. december 2008, hvor korunaen blev afløst ef euroen. Korunaen kunne dog anvendes frem til den 16. januar 2009. 
Forkortelsen for den slovakiske koruna var efter ISO 4217 'SKK' og den lokale forkortelse var 'Sk'. Korunaen var opdelt i 100 halier.
Slovakisk koruna var også betegnelsen for valutaen den den slovakiske republik, der i 1939 blev udråbt som følge af Münchenaftalen og Nazi-tysklands opdeling af Tjekkoslovakiet, der varede ved indtil afslutningen af anden verdenskrig.